# Epidendrum addae
Epidendrum addae är en orkidéart som beskrevs av Guido Frederico João Pabst. Epidendrum addae ingår i släktet Epidendrum och familjen orkidéer. Inga underarter finns listade i Catalogue of Life.